# Chaetopteryx lusitanica
Chaetopteryx lusitanica là một loài Trichoptera trong họ Limnephilidae. Chúng phân bố ở miền Cổ bắc.